# KISS-syndroom
KISS staat voor Kopgewrichten Invloed bij Stoornissen in de Symmetrie of in het Duits Kopfgelenk-Induzierte Symmetrie-Störung. Het is een storing van de biomechanica ter hoogte van de overgang van de halswervels naar de schedel. Het bestaan ervan is niet aangetoond, hoewel vele ouders aangeven baat te hebben bij de behandelingen van osteopaten of manueel therapeuten die opgeleid zijn tot behandelaar van het KISS-syndroom. Deze behandeling kan echter voor complicaties zorgen. Het zou een gevolg zijn van de geboorte (bv. bij gebruik van de zuigklok of tang, of ook door een moeilijke of langdurige bevalling).

## Bij oudere kinderen (KIDD)
Doet deze aandoening zich voor bij oudere kinderen, dan wordt het ook wel KIDD (Kopgewrichten Invloed bij Dyspraxie en Dysgnosie) genoemd.
Toevalligerwijs komen veel van deze symptomen overeen met autisme verwante stoornissen en afwijkingen in het ADD spectrum.

## Therapie
Chiropractors en osteopaten die dit behandelen geven aan dat hoe sneller ingegrepen wordt hoe beter het is, en dat het resultaat meestal is dat de hypertonie afneemt, waardoor de pijnlijke en stijve spieren weer iets ontspannen en de pijnpulsen afnemen.
De behandeling met manuele handelingen bestaat uit het toedienen van lichte impulsen in corrigerende richting op de betreffende wervel(s). Deze manuele handelingen worden uitgevoerd door gespecialiseerde therapeuten die daarvoor zijn opgeleid. Na twee à drie behandelingen ziet men meestal al resultaat. De behandeling op jonge leeftijd is het meest effectief, omdat een eenmaal stijve spier moeilijk te prikkelen is. Nadat de behandeling met manuele handelingen heeft plaatsgevonden, kan het zinvol zijn om te bekijken of nader onderzoek en behandeling door de kinderfysiotherapeut nodig is, dit kan in overleg met de osteopaat, manueel therapeut of chiropractor.
In het Nederlands Tijdschrift voor Geneeskunde wordt beschreven hoe een zuigeling van drie maanden is overleden na ‘craniosacrale’ manipulatie van hals en wervelkolom. Zolang wetenschappelijk bewijs voor effectiviteit en veiligheid van geforceerde manipulaties van de behandeling ontbreekt, worden deze behandelingen afgeraden.

## Kritische geluiden
1. In het Nederlands Tijdschrift voor Geneeskunde werd in 2005 door P.L.P. Brand, kinderarts, gewaarschuwd voor het gevaar van ernstige complicaties bij manipulaties aan hoofd en nek bij zuigelingen. Alleen in het kader van wetenschappelijk onderzoek zou deze behandeling verantwoord zijn.[3]
2. In een onderzoek waarbij een groep kinderen (huilbaby's) door het lot in twee groepen werd verdeeld, waarvan er een behandeld werd op de manier die de voorstanders propageren, terwijl de andere groep alleen maar tien minuten bij een zuster op schoot zat, beide groepen buiten de waarneming van de ouders, trad in beide groepen een grote, maar even grote verbetering op. De vraag is of deze daadwerkelijk leden aan het KISS-syndroom.[5]